# ハリー・マークランド・モルソン
ハリー・マークランド・モルソン（英語: Harry Markland Molson、1856年8月9日 - 1912年4月15日）は、カナダの政治家、企業家。ケベック州ドーヴァルの市長やモントリオール総合病院の院長、モルソン銀行理事などを歴任したが、タイタニック号の沈没事故によって犠牲となった。

## 生涯
ハリー・マークランド・モルソンは、1856年8月9日にイギリス領カナダのケベック州モントリオールで、ウィリアム・マークランド・モルソン（1833年 - 1913年）とヘレン・アウグスタ・コンバース（1834年 - 1919年）との間に生まれた。ハリーの家系はモルソン一族の中でも影響力の無い家柄であったが、彼は偶然にもモルソン醸造所の前経営者にしてモルソン銀行総裁のジョン・ヘンリー・ロビンソン・モルソン（1826年 - 1897年）から財産を受け継いでいる。
1912年2月、モリソンは仕事のためイングランドへ向かった。用を済まし、カナダへ帰国することになった彼は、その足として3月末にカナダ太平洋汽船社の遠洋定期船チュニジアン号を予約した。しかしその際、実業家仲間であるアーサー・ゴッドフリー・ピューチェンに説得された彼は英国滞在を延長し、ピューチェンとともにタイタニック号へ乗船することとなった。
4月10日、モリソンはサウサンプトンからタイタニック号に一等船客として乗船した。彼の船室にはC-30が割り当てられている。4月14日の午後11時40分、タイタニック号は北大西洋上で氷山と衝突した。船が沈没し始める中、モリソンは靴を脱ぎ、左舷船首方向に見えたという船の光を頼りに泳ぐ計画を立てていた。しかし、これが彼が目撃された最後の姿である。彼の遺体はついに発見されなかった。